# Adelaide International 2025
Adelaide International 2025 byl společný tenisový turnaj na profesionálních okruzích mužů ATP Tour a žen WTA Tour, hraný v areálu Memorial Drive Tennis Centre na dvorcích s tvrdým povrchem GreenSet. Pátý ročník mužské a šestý ženské části Adelaide International probíhal mezi 6. a 11. lednem 2025 v Adelaide, metropoli australského svazového státu Jižní Austrálie.
Mužská polovina dotovaná 766 290 dolary patřila do kategorie ATP Tour 250. Ženská část s rozpočtem 1 064 510 dolarů se řadila do kategorie WTA 500. Nejvýše nasazenými singlisty se stali dvanáctý hráč světa Tommy Paul a světová sedmička Jessica Pegulaová ze Spojených států. Jako poslední přímí účastníci do dvouher nastoupili česká 26. žena žebříčku Linda Nosková a australský 68. tenista pořadí Aleksandar Vukic.
V důsledku invaze Ruska na Ukrajinu na konci února 2022 řídící organizace tenisu ATP, WTA a ITF s grandslamy rozhodly, že ruští a běloruští tenisté mohl dále na okruzích startovat, ale do odvolání nikoli pod vlajkami Ruska a Běloruska.
Šestý singlový titul na okruhu ATP Tour vybojoval 24letý Kanaďan Félix Auger-Aliassime, jenž se posunul na 23. příčku klasifikace. Devátou trofej z dvouhry okruhu WTA Tour, a druhou z Adelaide, si odvezla americká světová dvacítka Madison Keysová. Čtvrtý párový triumf v mužské čtyřhře vyhráli Italové Simone Bolelli s Andreou Vavassorim, kteří ve finále odvrátili čtyři mečboly. Ženský debl ovládly Číňanka Kuo Chan-jü s Alexandrou Panovovou, které získaly první společnou trofej.

## Rozdělení bodů a finančních odměn

### Rozdělení bodů
| Soutěž       | Soutěž       | vítězové | finalisté | semifinalisté | čtvrtfinalisté | 16 v kole | 32 v kole | Q  | Q2 | Q1 |
| ------------ | ------------ | -------- | --------- | ------------- | -------------- | --------- | --------- | -- | -- | -- |
| dvouhra mužů | [ 4 ] [ 12 ] | 250      | 165       | 100           | 50             | 25        | 0         | 13 | 7  | 0  |
| čtyřhra mužů | [ 13 ]       | 250      | 150       | 90            | 45             | 20        | 0         | —  | —  | —  |
| dvouhra žen  | [ 5 ] [ 14 ] | 500      | 325       | 195           | 108            | 60        | 1         | 25 | 13 | 1  |
| čtyřhra žen  | [ 15 ]       | 500      | 325       | 195           | 108            | 1         | —         | —  | —  | —  |

### Finanční odměny
| Soutěž                                  | Soutěž       | vítězové  | finalisté | semifinalisté | čtvrtfinalisté | 16 v kole | 32 v kole | Q2      | Q1      |
| --------------------------------------- | ------------ | --------- | --------- | ------------- | -------------- | --------- | --------- | ------- | ------- |
| dvouhra mužů                            | [ 4 ] [ 12 ] | 103 525 $ | 60 250 $  | 35 480 $      | 20 555 $       | 11 935 $  | 7 295 $   | 3 650 $ | 1 990 $ |
| dvouhra žen                             | [ 5 ] [ 14 ] | 164 000 $ | 101 000 $ | 59 100 $      | 27 940 $       | 15 170 $  | 10 190 $  | 7 625 $ | 3 900 $ |
| čtyřhra mužů                            | [ 13 ]       | 35 570 $  | 18 510 $  | 9 770 $       | 5 450 $        | 2 980 $   | 1 660 $   | —       | —       |
| čtyřhra žen                             | [ 15 ]       | 54 300 $  | 33 000 $  | 19 160 $      | 9 840 $        | 6 000 $   | —         | —       | —       |
| částky ve čtyřhrách jsou uvedeny na pár |              |           |           |               |                |           |           |         |         |

## Dvouhra mužů

### Nasazení
| Stát                             | Hráč                    | ATP | Nasazení |
| -------------------------------- | ----------------------- | --- | -------- |
| USA                              | Tommy Paul              | 12. | 1.       |
| USA                              | Sebastian Korda         | 22. | 2.       |
| Česko                            | Tomáš Macháč            | 25. | 3.       |
| Česko                            | Jiří Lehečka            | 28. | 4.       |
| Kanada                           | Félix Auger-Aliassime   | 29. | 5.       |
| Kazachstán                       | Alexandr Bublik         | 33. | 6.       |
| USA                              | Brandon Nakashima       | 38. | 7.       |
| Argentina                        | Tomás Martín Etcheverry | 39. | 8.       |
| Čína                             | Čang Č’-čen             | 45. | 9.       |
| Žebříček ATP k 30. prosinci 2025 |                         |     |          |

### Jiné formy účasti
Následující hráči obdrželi divokou kartu do hlavní soutěže:
- Thanasi Kokkinakis
- Tristan Schoolkate
- Li Tu

Následující hráči postoupili z kvalifikace:
- Benjamin Bonzi
- James Duckworth
- Yannick Hanfmann
- Adam Walton

Následující hráči postoupili z kvalifikace jako šťastní poražení:
- Manuel Guinard
- Rinky Hijikata

#### Odhlášení
před zahájením turnaje
- Matteo Arnaldi → nahradil jej  Alejandro Davidovich Fokina
- Tallon Griekspoor → nahradil jej  Arthur Rinderknech
- Jiří Lehečka → nahradil jej  Manuel Guinard
- Tomáš Macháč → nahradil jej  Jošihito Nišioka
- Jaume Munar → nahradil jej  Rinky Hijikata
- Lorenzo Musetti → nahradil jej  Aleksandar Vukic
- Jordan Thompson → nahradil jej  Christopher O'Connell

## Mužská čtyřhra

### Nasazení
| Stát                                                                                      | Hráč              | Stát               | Hráč             | ATP | Nasazení |
| ----------------------------------------------------------------------------------------- | ----------------- | ------------------ | ---------------- | --- | -------- |
| Salvador                                                                                  | Marcelo Arévalo   | Chorvatsko         | Mate Pavić       | 2.  | 1.       |
| Německo                                                                                   | Kevin Krawietz    | Německo            | Tim Pütz         | 16. | 2.       |
| Itálie                                                                                    | Simone Bolelli    | Itálie             | Andrea Vavassori | 21. | 3.       |
| Finsko                                                                                    | Harri Heliövaara  | Spojené království | Henry Patten     | 30. | 4.       |
| USA                                                                                       | Nathaniel Lammons | USA                | Jackson Withrow  | 38. | 5.       |
| Austrálie                                                                                 | Matthew Ebden     | Belgie             | Joran Vliegen    | 44. | 6.       |
| Spojené království                                                                        | Joe Salisbury     | Spojené království | Neal Skupski     | 51. | 7.       |
| Belgie                                                                                    | Sander Gillé      | Polsko             | Jan Zieliński    | 56. | 8.       |
| Žebříček ATP k 30. prosinci 2025; číslo je součtem žebříčkového postavení obou členů páru |                   |                    |                  |     |          |

### Jiné formy účasti
Následující páry obdržely divokou kartu do hlavní soutěže:
- Thomas Fancutt /  Matthew Romios
- Luke Saville /  Li Tu

Následující pár nastoupil z pozice náhradníka:
- Petr Nouza /  Patrik Rikl

### Odhlášení
- Victor Vlad Cornea /  Čang Č’-čen → nahradili je  Petr Nouza /  Patrik Rikl

## Ženská dvouhra

### Nasazení
| Stát                             | Hráčka              | WTA | Nasazení |
| -------------------------------- | ------------------- | --- | -------- |
| USA                              | Jessica Pegulaová   | 7.  | 1.       |
| USA                              | Emma Navarrová      | 8.  | 2.       |
|                                  | Darja Kasatkinová   | 9.  | 3.       |
| USA                              | Danielle Collinsová | 11. | 4.       |
| Španělsko                        | Paula Badosová      | 12. | 5.       |
|                                  | Diana Šnajderová    | 13. | 6.       |
|                                  | Anna Kalinská       | 14. | 7.       |
| Lotyšsko                         | Jeļena Ostapenková  | 15. | 8.       |
| Žebříček WTA k 30. prosinci 2025 |                     |     |          |

### Jiné formy účasti
Následující hráčky obdržely divokou kartu do hlavní soutěže
- Olivia Gadecká
- Ons Džabúrová
- Emerson Jonesová

Následující hráčka nastoupila pod žebříčkovou ochranou:
- Markéta Vondroušová

Následující hráčky postoupily z kvalifikace:
- Belinda Bencicová
- Marie Bouzková
- Leylah Fernandezová
- Kateřina Siniaková
- Peyton Stearnsová
- Wang Sin-jü

Následující hráči postoupily z kvalifikace jako šťastné poražené:
- Ashlyn Kruegerová
- Maria Sakkariová

#### Odhlášení
před zahájením turnaje
- Mirra Andrejevová → nahradila ji  Ashlyn Kruegerová
- Katie Boulterová → nahradila ji Jekatěrina Alexandrovová
- Barbora Krejčíková → nahradila ji Anastasija Pavljučenkovová
- Jasmine Paoliniová → nahradila ji Ljudmila Samsonovová

## Ženská čtyřhra

### Nasazení
| Stát                                                                                      | Hráčka           | Stát       | Hráčka              | WTA | Nasazení |
| ----------------------------------------------------------------------------------------- | ---------------- | ---------- | ------------------- | --- | -------- |
| Čínská Tchaj-pej                                                                          | Sie Šu-wej       | Lotyšsko   | Jeļena Ostapenková  | 13. | 1.       |
| Austrálie                                                                                 | Ellen Perezová   | Česko      | Kateřina Siniaková  | 14. | 2.       |
| Čínská Tchaj-pej                                                                          | Čan Chao-čching  | Ukrajina   | Ljudmyla Kičenoková | 20. | 3.       |
| USA                                                                                       | Asia Muhammadová | Nizozemsko | Demi Schuursová     | 39. | 4.       |
| Žebříček WTA k 30. prosinci 2025; číslo je součtem žebříčkového postavení obou členů páru |                  |            |                     |     |          |

### Jiné formy účasti
Následující pár obdržel divokou kartu do hlavní soutěže:
- Gabriella Da Silva-Ficková /  Olivia Gadecká

## Přehled finále

### Mužská dvouhra
- Félix Auger-Aliassime vs.  Sebastian Korda, 6–3, 3–6, 6–1

### Ženská dvouhra
- Madison Keysová vs.  Jessica Pegulaová, 6–3, 4–6, 6–1

### Mužská čtyřhra
- Simone Bolelli /  Andrea Vavassori vs.  Kevin Krawietz /  Tim Pütz, 4–6, 7–6(7–4), [11–9]

### Ženská čtyřhra
- Kuo Chan-jü / Alexandra Panovová vs.  Beatriz Haddad Maiová /  Laura Siegemundová, 7–5, 6–4